# Тамудо, Рауль
Рау́ль Таму́до (исп. Raúl Tamudo; род. 19 октября 1977 года, Санта-Колома-де-Граменет) — испанский футболист. В 2015 году завершил профессиональную карьеру футболиста.

## Карьера

### Клубная
Тамудо воспитанник «Эспаньола». С 1992 по 1996 год он выступал за молодёжный состав клуба. С 1996 по 1998 был игроком «Эспаньола B». С 2000 года был уже основным игроком «бело-синих», и сыграл за них 339 матчей, забив 129 голов. В 1998 и 1999 годах отдавался в аренду, в «Алавес» и «Лериду» соответственно. С «Эспаньолом» Рауль дважды выигрывал Кубок Испании, и однажды доходил до финала Кубка УЕФА. Рауль был многолетним капитаном клуба. Зимой 2009 года из-за финансовых проблем руководство «Эспаньола» решило летом выставить игрока на трансфер. 1 августа Тамудо на правах свободного агента перешёл в «Реал Сосьедад».
5 сентября 2015 года Рауль Тамудо объявил о завершении карьеры.

### Международная
Рауль Тамудо принимал участие в летних Олимпийских играх 2000 года в Сиднее. Там испанцы дошли до финала, где проиграли по пенальти Камеруну. Рауль принял участие во всех шести матчах и забил один гол, сборной США.
В первой сборной Тамудо играл с 2000 по 2007 год. Всего за национальную сборную он сыграл 13 матчей и забил 5 голов.

## Достижения
- Обладатель Кубка Испании (2): 1999/2000, 2005/06
- Финалист Кубка УЕФА: 2006/07
- Лучший бомбардир в истории «Эспаньола»: 138 голов